# Wigginton (Staffordshire)
Pour les articles homonymes, voir Wigginton.
Wigginton est un village du Staffordshire, en Angleterre. Il est situé dans le sud-est du comté, près de la frontière du Warwickshire, à environ trois kilomètres au nord de la ville de Tamworth. Administrativement, il relève du district de Lichfield. Au recensement de 2001, la paroisse civile de Wigginton and Hopwas, qui comprend également le village voisin de Hopwas et le hameau de Comberford, comptait 1 016 habitants.